# Monika Ballwein

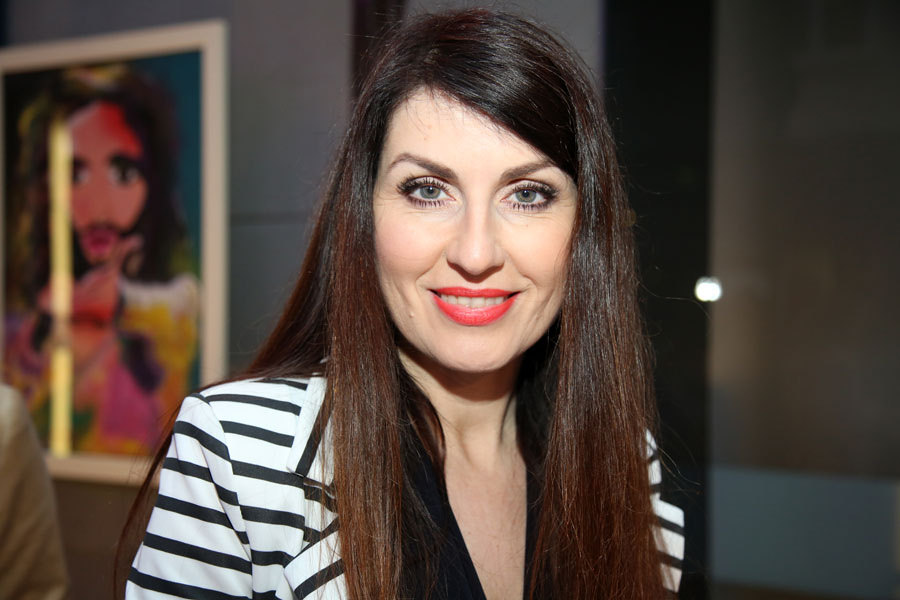
Monika Ballwein (2015)

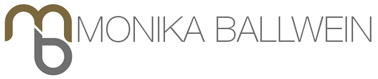
Von Monika Ballwein verwendetes Logo

Monika Ballwein (* 14. Oktober 1967 in Pyhra, Niederösterreich) ist eine österreichische Sängerin, Vocalcoach, Songwriterin, Chorleiterin und Buchautorin. Sie ist fünffache Teilnehmerin am Eurovision Song Contest für Österreich, davon viermal auf der Bühne als Background-Sängerin und zuletzt als Vocalcoach und Mentorin der Gewinnerin des Song Contest 2014 Conchita Wurst.

## Wirken

### Sängerin
Ballwein ist seit ihrem 16. Lebensjahr als professionelle Sängerin unterwegs. Sie arbeitete mit vielen internationalen und nationalen Künstlern zusammen: Rainhard Fendrich, Wolfgang Ambros, Nina Hagen, Christina Stürmer, Udo Jürgens, Martin Grubinger, Count Basic, Chaka Khan, Hans Zimmer, Al Jarreau, Bill Ramsey, Jennifer Rush, Georg Danzer, Uwe Kröger, Marianne Mendt oder dem Duo Luttenberger*Klug auf. Sie wirkte auf mehr als 1500 Songproduktionen mit und leiht mehr als 20 Radiostationen in Österreich und Deutschland ihre Stimme für Jingles. Sie arbeitet mit großen Orchestern wie dem RSO, dem Brucknerorchester, der Philharmonie Salzburg, den Wiener Symphonikern, der Philharmonie Györ, dem Blasorchester Salzburg u. v. a. zusammen. Ebenso ist sie als Solistin im „Dancing Stars Orchester“ bei der gleichnamigen TV-Show tätig. Im Oktober 2013 veröffentlichte Monika Ballwein ihre erste eigens komponierte Single Coming home.
Sie sang Hauptrollen in Musicalproduktionen wie Hair, Beatlemania, A tribute to Abba oder Brooksie.
Als Station-Voice/Stimme von mehr als 20 Radiostationen in Österreich und Deutschland leiht sie für deren Jingles ihre Stimme.
Als Sprecherin ist sie die Stimme des Nasenbär und des Eichhörnchens der TV-Kinderserie „Spirello“. Aber auch als Werbestimme ist sie zu hören, so z. B. für Billa, Bellaflora, McDonald’s, Klipp und Kotanyi.

### Vocal Coach
2004 gründete Monika Ballwein ihre eigene Gesangsakademie für Sprache, Gesang und Entertainment. Im Dezember 2012 schloss sie eine 3-jährige Ausbildung zum CVT-Vocal-Coach am CVI in Kopenhagen erfolgreich ab. Sie ist die erste autorisierte Lehrerin, die nach den Grundlagen von CVT in Österreich unterrichtet. Als Vocal-Coach wirkte sie bei allen TV-Produktionen und Casting-Shows wie Starmania (2004, 2006, 2008, 2021, 2022), Helden von Morgen (2011), Die große Chance (2011–2013, 2024), Popstars (2007) sowie 2014 bei Herz von Österreich mit.
2006 lernte sie im Zuge der ORF-Casting-Show Starmania Thomas Neuwirth kennen, der ab 2011 als Kunstfigur Conchita Wurst auftrat. Acht Jahre lang begleitete sie Tom beziehungsweise Conchita als Vocal- und Mental-Coach. Als Vocal Coach arbeitete sie auch mit Bands, Solisten und Chören wie SheSays, Herbstrock, High South – Newcomer 2013 (USA), 4 Reasons, Safere 6, Vocal Choice, Querklang, The hitch hikers, Vocalsessions, Die 3 Extremen, The Gang Guys – Rat-Pack-Trio zusammen. Als Musical-Coach fungierte sie 2005 für die deutschsprachige Uraufführung des Musicals Romeo und Julia am Raimundtheater, 2006 für das Musical Fame in St. Pölten und Wiener Neustadt, 2010 für das Musical König der Löwen in Stockerau sowie 2013 für Uwe Kröger show – „Absolut Uwe“. Im Musical Estelle spielte Monika Ballwein die Hauptrolle der „Göttin Media“ im Ronacher 2014.

### Gesangspädagogin
Als renommierte und erfahrene Gesangspädagogin gibt sie ihr Wissen in zahlreichen eigenen Seminaren und Workshops weiter. Aber auch als Referentin ist sie immer wieder tätig: Musikuni Wien, PH Nö/Salzburg, VSA-Eisenstadt, Jazzakademie Zeillern, Grazer Stimmtage. Sie unterrichtete 3 Jahre an der Hochschule für Musik in Lausanne, und seit 2022 an der PH Salzburg.

## Eurovision Song Contest
Monika Ballwein war fünfmal Teilnehmerin beim Eurovision Song Contest für Österreich, davon viermal auf der Bühne als Background-Sängerin und zuletzt als Vocalcoach und Mentorin von Conchita Wurst, von Kaleen (Beitrag 2024), von Pia Maria (Beitrag 2023), von The Makemakes und ist mehrmals als österreichische Fachjurorin für den ESC tätig gewesen.
- Song Contest 2014 mit Conchita Wurst „Rise like a Phoenix“
- Song Contest 2013 mit Natalia Kelly „Shine“[12]
- Song Contest 2002 mit Manuel Ortega in Tallinn „Say a word“[13]
- Song Contest 1999 mit Bobbie Singer in Jerusalem „Reflections“[14]
- Song Contest 1997 mit Bettina Soriat in Dublin „One Step“[15]

2015 leitete Monika Ballwein den Chor „Voices of Volunteers“. Dieser setzte sich aus freiwilligen Helfern des Eurovision Song Contest 2015 zusammen und schaffte es beim ORF-Format Die große Chance der Chöre bis ins Finale.

### Bands
Monika Ballwein hat ihre eigene Formation Monika Ballwein & Band, hier entstand die Produktion „Soulcircus“. Ihre CD und gleichnamige Show „Ballwein celebrates the Beatles“ ist eine Hommage an die vier Pilzköpfe. Auch in vielen Band-Projekten ist sie als Leadsängerin aktiv.
Mit Andie Gabauer in der Formation „Live Spirits“ sind 5 CDs erschienen. Mit ihrer „Monika Ballwein und Band“ produzierte sie 2002 das Album Glamourama sowie 2012 Soulcircus. Ballwein ist die Leadstimme und musikalische Leiterin des Chores „Cantores Dei“. Mit ihrer Formation „Insieme“, einer Italo-Pop-Show, ist sie seit 2013 erfolgreich unterwegs. Außerdem war sie Sängerin des Projektes „James Bond in concert“ mit Maya Hakvoort, Missy May. Seit 2022 ist Ballwein Leadsängerin der beiden großen Projekte und der Erstaufführungen im Festspielhaus Salzburg mit der Philharmonie Salzburg unter der Leitung von Elisabeth Fuchs. Im Mai 2025 kommt „A symphonic tribute to the Beatles“ ins Festspielhaus.

## Veröffentlichungen als Solistin
- 2015: Coming home (Single)
- 2014: CD Soul Circus Konzert Donauinselfest 2014
- 2006: Duette mit Georg Danzer auf seiner letzten CD Träumer: Titel Wunderland und De glaub'n i hears ned
- 2008: Skyland
- 2008: Von Liebe ka Spur auf Ambros reloaded
- 1998: Close to Eve (als Timea) auf dem Sammelalbum The eclectic Sound of Vienna
- 2016: Allez, allez – Projekt mit „Sunny“ Pfleger von Opus
- 2017: Ballwein celebrates the Beatles
- 2021: I am from Austria
- 2022: Yesterday

## Publikationen
- Ballwein, Monika: Move your voice – Vocalworkout für optimale Stimmperformance, Musikverlag Doblinger 2006. Offiziell vom Bundesministerium für Unterricht und Kunst als Lehrbuch für Musikunterricht in den AHS anerkannt. ISBN 978-3-900695-85-9

## Auszeichnungen
- 2023: Niederösterreichischer Kulturpreis: Würdigungspreis in der Sparte Musik[22]
- 2022: Goldenes Ehrenzeichen des Landes Niederösterreich